# Nati il 2 luglio
| Questa pagina contiene informazioni ricavate automaticamente dalle voci biografiche con l'ausilio del template Bio e di un bot. L'aggiornamento è periodico e automatico e ricostruisce completamente la pagina. Se manca una persona in questa lista, sei pregato di non aggiungerla, ma accertati piuttosto che la sua voce biografica contenga il template Bio e che i dati anagrafici siano correttamente compilati. Se il template Bio manca, inseriscilo tu stesso o, in alternativa, metti l'avviso {{tmp\|Bio}} che ne segnala la mancanza. Se i dati riportati sono sbagliati, correggi direttamente la voce biografica; le modifiche saranno visibili in questa lista entro pochi giorni. Per chiarimenti vedi il progetto biografie. La lista contiene solo le 1.102 persone che sono citate nell'enciclopedia e per le quali è stato implementato correttamente il template Bio. Pagina aggiornata al 17 ago 2025. |

## V secolo(1)
- 419 - Valentiniano III, imperatore romano († 455)

## XI secolo(1)
- 1029 - Al-Mustanṣir bi-llāh, imam siriano († 1094)

## XIII secolo(1)
- 1262 - Arturo II di Bretagna, nobile († 1312)

## XIV secolo(1)
- 1363 - Maria di Sicilia, duchessa († 1401)

## XV secolo(5)
- 1478 - Ludovico V del Palatinato, nobile († 1544)
- 1481 - Cristiano II di Danimarca, re († 1559)
- 1486 - Jacopo Sansovino, architetto e scultore italiano († 1570)
- 1489 - Thomas Cranmer, arcivescovo anglicano inglese († 1556)
- 1500 - Federico Cesi, cardinale e vescovo cattolico italiano († 1565)

## XVI secolo(12)
- 1514 - Antonio Trivulzio, cardinale e vescovo cattolico italiano († 1559)
- 1519 - François de Noailles, vescovo cattolico e ambasciatore francese († 1585)
- 1549 - Sabina di Württemberg, nobile († 1581)
- 1559 - Antonio Monetta, letterato italiano
- 1561 - Christoph Grienberger, astronomo austriaco († 1636)
- 1574 - Dorotea Maria di Anhalt, duchessa tedesca († 1617)
- 1575 - Elizabeth de Vere, nobildonna inglese († 1627)
- 1579 - Janusz Radziwiłł, nobile lituano († 1620)
- 1583 - Dodo zu Innhausen und Knyphausen, militare tedesco († 1636)
- 1585 - Jean Guiton, ammiraglio, politico e armatore francese († 1654)
- 1588 - Prospero Fagnani Boni, giurista italiano († 1678)
- 1597 - Theodoor Rombouts, pittore fiammingo († 1637)

## XVII secolo(12)
- 1602 - Luigi Reali, pittore italiano
- 1610 - Francis Browne, III visconte Montagu, nobile inglese († 1682)
- 1627 - Juan Ortega y Montañés, arcivescovo cattolico spagnolo († 1708)
- 1636 - Daniel Speer, compositore e scrittore tedesco († 1707)
- 1644 - Abraham a Sancta Clara, predicatore e scrittore austriaco († 1709)
- 1647 - Daniel Finch, VII conte di Winchilsea, politico inglese († 1730)
- 1648 - Arp Schnitger, organaro tedesco († 1719)
- 1665 - Claude François Bidal d'Asfeld, generale francese († 1743)
- 1667 - Pietro Ottoboni, cardinale italiano († 1740)
- 1676 - Benedetto Fortini, pittore italiano († 1732)
- 1695 - Louis Charles César Le Tellier, generale francese († 1771)
- 1698 - Francesco III d'Este, nobile italiano († 1780)

## XVIII secolo(30)
- 1711 - Carl Constantin De Carnall, generale e nobile svedese († 1773)
- 1714 - Christoph Willibald Gluck, compositore tedesco († 1787)
- 1724 - Friedrich Gottlieb Klopstock, poeta e drammaturgo tedesco († 1803)
- 1726 - Giuseppe Beccadelli di Bologna, diplomatico e politico italiano († 1813)
- 1734 - Giovanni Francesco Cigna, medico e chimico italiano († 1790)
- 1736 - Pietro Manzoni, nobile italiano († 1807)
- 1738 - Charles Pierre Claret de Fleurieu, ufficiale, oceanografo e politico francese († 1810)
- 1742 - Franz Wenzel von Kaunitz-Rietberg, generale austriaco († 1825)
- 1742 - Friedrich von Wurmb, naturalista tedesco († 1781)
- 1745 - Louisa Tollemache, VII contessa di Dysart, nobildonna scozzese († 1840)
- 1747 - Rose Bertin, stilista francese († 1813)
- 1756 - Cesare Lucchesini, scrittore italiano († 1832)
- 1762 - Filippo Giuseppe del Liechtenstein, principe austriaco († 1802)
- 1763 - Nicola Maria Francesco Addone, rivoluzionario italiano († 1834)
- 1765 - Emanuele Bellorado, arcivescovo cattolico italiano († 1833)
- 1766 - Giovanni Battista Baldelli Boni, militare e letterato italiano († 1831)
- 1767 - Stephen Allen, politico statunitense († 1852)
- 1768 - Giacomo Tommasini, medico, patologo e fisiologo italiano († 1846)
- 1776 - Federico Cassitto, scrittore, politico e economista italiano († 1853)
- 1777 - Ermanno di Hohenzollern-Hechingen, generale e nobile tedesco († 1827)
- 1780 - Henry Petty-Fitzmaurice, III marchese di Lansdowne, politico inglese († 1863)
- 1782 - Cesare Arici, poeta italiano († 1836)
- 1788 - Antonio Franzini, politico e generale italiano († 1860)
- 1790 - Leopoldo di Borbone-Due Sicilie, principe italiano († 1851)
- 1791 - Charles Nombret Saint-Laurent, drammaturgo e librettista francese († 1833)
- 1795 - Brownlow Cecil, II marchese di Exeter, nobile e politico inglese († 1867)
- 1796 - Michael Thonet, ebanista austro-ungarico († 1871)
- 1797 - Francisco Javier Echeverría, politico messicano († 1852)
- 1797 - Maria Antonia di Koháry, nobildonna ungherese († 1862)
- 1800 - Piotr Michałowski, pittore polacco († 1855)

## XIX secolo(151)
- 1801 - Giuseppe Elena, incisore italiano († 1867)
- 1802 - Caroline Massin, bibliotecaria francese († 1877)
- 1803 - Lodovico Biagi, chirurgo italiano († 1844)
- 1803 - Edouard-Constant Biot, sinologo francese († 1850)
- 1803 - Perpetuo Guasco, vescovo cattolico italiano († 1859)
- 1804 - William Holcombe, politico statunitense († 1870)
- 1805 - Santiago Drake del Castillo, imprenditore, mercante e banchiere spagnolo († 1871)
- 1807 - Arthur Conolly, esploratore, scrittore e militare inglese († 1842)
- 1807 - Vincenzo Santini, scultore e saggista italiano († 1876)
- 1809 - Giovanni Albinola, patriota italiano († 1883)
- 1810 - Robert Toombs, politico e generale statunitense († 1885)
- 1812 - Carlo Battaglini, avvocato e politico svizzero († 1888)
- 1812 - Nathaniel de Rothschild, banchiere e enologo britannico († 1870)
- 1813 - Giovanni Cocchi, presbitero italiano († 1895)
- 1814 - Thérèse Wartel, pianista, compositrice e critica musicale francese († 1865)
- 1816 - Pietro Pisanello, farmacista italiano († 1863)
- 1818 - Mauro Macchi, giornalista, patriota e politico italiano († 1880)
- 1818 - François Sabatier, filantropo, letterato e traduttore francese († 1891)
- 1819 - Charles-Louis Hanon, pedagogo, compositore e organista francese († 1900)
- 1820 - Juan N. Méndez, politico messicano († 1894)
- 1820 - Léonie d'Aunet, scrittrice, drammaturga e esploratrice francese († 1879)
- 1821 - Francesco Berlan, storico, letterato e patriota italiano († 1886)
- 1821 - Charles Tupper, politico canadese († 1915)
- 1822 - Pieter De Rudder, belga († 1898)
- 1823 - Paul Bouré, scultore e pittore belga († 1848)
- 1823 - Julius Raschdorff, architetto tedesco († 1914)
- 1825 - Émile Ollivier, politico, scrittore e pittore francese († 1913)
- 1830 - Francesco Medici, avvocato e politico italiano († 1903)
- 1831 - Aleksandr Osipovič Bernardazzi, architetto russo († 1907)
- 1831 - Domenico Russo, pittore e commediografo italiano († 1907)
- 1832 - Carlo Maria Tallarigo, letterato e presbitero italiano († 1889)
- 1833 - Ottavio Lovera di Maria, poliziotto, funzionario e politico italiano († 1900)
- 1834 - Domenico Farini, militare e politico italiano († 1900)
- 1836 - Ludwig Schnorr von Carolsfeld, tenore tedesco († 1865)
- 1837 - Giovanni Mulè Bertòlo, storico, giornalista e politico italiano († 1917)
- 1839 - Henry De Thierry, imprenditore e dirigente sportivo britannico († 1919)
- 1839 - Elia Facchini, presbitero italiano († 1900)
- 1842 - Charles Chaillé-Long, esploratore statunitense († 1917)
- 1842 - Albert Hecht, banchiere, mercante e collezionista d'arte francese († 1889)
- 1842 - Alfred Nicolas Rambaud, storico francese († 1905)
- 1843 - Antonio Labriola, filosofo italiano († 1904)
- 1844 - Federigo Verdinois, giornalista, scrittore e traduttore italiano († 1927)
- 1846 - Paul von Bruns, chirurgo tedesco († 1916)
- 1847 - Marcel Alexandre Bertrand, geologo francese († 1907)
- 1847 - Paolo Clementini, magistrato e politico italiano († 1903)
- 1847 - Alfonso Di Legge, matematico e astronomo italiano († 1938)
- 1847 - Julien Foucaud, botanico francese († 1904)
- 1848 - Paolo Zunino, avvocato e politico italiano († 1923)
- 1849 - Maria Teresa Enrichetta d'Austria-Este, regina tedesca († 1919)
- 1850 - Robert Ridgway, ornitologo statunitense († 1929)
- 1852 - William Burnside, matematico britannico († 1927)
- 1854 - Narcisse Théophile Patouillard, micologo e farmacista francese († 1926)
- 1854 - Vincenzo Pipitone, giornalista e politico italiano († 1928)
- 1855 - Louis Maxson, arciere statunitense († 1916)
- 1855 - Georg Pauli, pittore svedese († 1935)
- 1857 - Augustine Henry, medico, sinologo e botanico irlandese († 1930)
- 1857 - Maffeo Pantaleoni, economista e politico italiano († 1924)
- 1858 - Romolo Molaroni, vescovo cattolico italiano († 1919)
- 1862 - William Henry Bragg, fisico e chimico britannico († 1942)
- 1862 - Christopher Cradock, ammiraglio britannico († 1914)
- 1863 - Maurice Vaucaire, drammaturgo e romanziere francese († 1918)
- 1863 - Emil Vogt, architetto svizzero († 1936)
- 1864 - Albert Armitage, esploratore e navigatore scozzese († 1943)
- 1864 - Leon Sternbach, filologo classico e bizantinista polacco († 1940)
- 1865 - André Henry, ciclista su strada belga († 1910)
- 1865 - Lily Braun, scrittrice e politica tedesca († 1916)
- 1865 - Henry Marillier, scrittore inglese († 1951)
- 1866 - Argentina Altobelli, politica e sindacalista italiana († 1942)
- 1866 - Adolfo Campetti, fisico italiano († 1947)
- 1867 - Leopoldo Fregoli, trasformista, attore e regista italiano († 1936)
- 1867 - Giuseppe Guastalla, scultore italiano († 1952)
- 1867 - Herbert Prior, attore inglese († 1954)
- 1868 - Marziale Ducos, giornalista e politico italiano († 1955)
- 1869 - Harry Fragson, attore, cantante e compositore inglese († 1913)
- 1869 - Giunio Salvi, medico e politico italiano († 1952)
- 1869 - Hjalmar Söderberg, scrittore svedese († 1941)
- 1869 - Liane de Pougy, ballerina e scrittrice francese († 1950)
- 1870 - Ivan Michajlovič Charitonov, cuoco e santo russo († 1918)
- 1871 - Nándor Dáni, mezzofondista ungherese († 1948)
- 1871 - Wilhelm von Mirbach, ambasciatore e nobile austriaco († 1918)
- 1872 - Gaëtan Gatian de Clérambault, psichiatra francese († 1934)
- 1872 - George William Mundelein, cardinale e arcivescovo cattolico statunitense († 1939)
- 1873 - Nella Giacomelli, anarchica e giornalista italiana († 1949)
- 1875 - Fehime Sultan, principessa ottomana († 1929)
- 1875 - Fritz Ullmann, chimico tedesco († 1939)
- 1876 - Harriet Brooks, fisica canadese († 1933)
- 1876 - Wilhelm Cuno, politico tedesco († 1933)
- 1877 - Rinaldo Cuneo, artista statunitense († 1939)
- 1877 - Hermann Hesse, scrittore, poeta e pittore tedesco († 1962)
- 1878 - Rudolf Besier, drammaturgo inglese († 1942)
- 1878 - Albert Nasse, canottiere statunitense († 1910)
- 1879 - Icilio Bacci, politico italiano († 1945)
- 1880 - Nino Berrini, giornalista, scrittore e drammaturgo italiano († 1962)
- 1880 - Franz Duhne, siepista tedesco († 1945)
- 1880 - Herbert Haresnape, nuotatore britannico († 1962)
- 1881 - Jetze Doorman, schermidore olandese († 1931)
- 1881 - Eduard von Steiger, politico svizzero († 1962)
- 1882 - Marie Bonaparte, nobile, psicoanalista e scrittrice francese († 1962)
- 1883 - Francesco Ciusa, scultore italiano († 1949)
- 1884 - Alfred Bosshard, calciatore svizzero († 1953)
- 1884 - Alfons Maria Jakob, neurologo tedesco († 1931)
- 1885 - Émile Henriot, chimico francese († 1961)
- 1885 - Azzo Passalacqua, generale italiano († 1967)
- 1885 - Ugolino Vivaldi Pasqua, aviatore italiano († 1910)
- 1886 - William Hammond, ciclista su strada britannico († 1960)
- 1887 - Pier Fausto Barelli, ingegnere italiano († 1963)
- 1887 - Elisabeth Baumann-Schlachter, scrittrice svizzera († 1941)
- 1887 - Marcel Peyrouton, politico francese († 1983)
- 1888 - Giuseppe Chiummiento, giornalista italiano († 1941)
- 1888 - Gian Paolo Rosmino, attore, regista e sceneggiatore italiano († 1982)
- 1888 - Selman Abraham Waksman, biologo e microbiologo ucraino († 1973)
- 1889 - Åke Claesson, attore svedese († 1967)
- 1889 - Mario De Leone, poeta e politico italiano († 1936)
- 1889 - Mario Toccabelli, arcivescovo cattolico italiano († 1961)
- 1890 - Rune Carlsten, attore e regista svedese († 1970)
- 1890 - Leen Hoogendijk, pallanuotista olandese († 1969)
- 1890 - Ercole Massaglia, fotografo italiano († 1941)
- 1890 - Peter Scheider, militare austro-ungarico († 1976)
- 1890 - Ludovico Sicignano, politico e avvocato italiano († 1958)
- 1890 - Amedeo Varese, calciatore italiano († 1969)
- 1891 - Gherardo Gherardi, sceneggiatore e regista italiano († 1949)
- 1891 - Cipriano Efisio Oppo, pittore, critico d'arte e politico italiano († 1962)
- 1891 - Vittorio Viale, storico dell'arte italiano († 1977)
- 1892 - Boris Hagelin, imprenditore e inventore svedese († 1983)
- 1892 - Anders Larsson, lottatore svedese († 1945)
- 1892 - Daniel Mercier, calciatore francese († 1914)
- 1892 - Alberto Trionfi, generale italiano († 1945)
- 1893 - Armando de Almeida, calciatore brasiliano († 1978)
- 1893 - Sergej Pavlovič Filippov, calciatore russo († 1942)
- 1893 - Francis Simon, chimico e fisico tedesco († 1956)
- 1894 - André Kertész, fotografo ungherese († 1985)
- 1894 - Vasilij Sergeevič Nemčinov, statistico russo († 1964)
- 1894 - Louis Williquet, sollevatore belga († 1937)
- 1895 - Hans Beimler, politico tedesco († 1936)
- 1895 - Sven Friberg, calciatore svedese († 1964)
- 1895 - Ferruccio Guicciardi, aviatore italiano († 1947)
- 1895 - Gen Paul, pittore e incisore francese († 1975)
- 1896 - Quirino Cristiani, disegnatore, animatore e regista italiano († 1984)
- 1896 - Ferenc Ecker, allenatore di calcio e calciatore ungherese
- 1896 - Clifford McEwen, aviatore canadese († 1967)
- 1896 - Fritz Retter, calciatore tedesco († 1965)
- 1897 - Ulderico Fabbri, scultore italiano († 1970)
- 1898 - Hugh Latimer Dryden, fisico statunitense († 1965)
- 1898 - George Folsey, direttore della fotografia statunitense († 1988)
- 1898 - Anthony McAuliffe, generale statunitense († 1975)
- 1898 - William Seagrove, mezzofondista britannico († 1980)
- 1899 - Egon Terzetta, calciatore italiano († 1964)
- 1900 - Michael Coppola, mafioso statunitense († 1966)
- 1900 - Wawrzyniec Cyl, calciatore polacco († 1974)
- 1900 - Tyrone Guthrie, regista, direttore artistico e saggista inglese († 1971)
- 1900 - Pietro Reali, politico italiano († 1965)

## XX secolo(871)
- 1902 - Gian Andreossi, hockeista su ghiaccio svizzero († 1964)
- 1902 - Giovanni Bruno, politico italiano († 1994)
- 1902 - Walter Bryan Emery, egittologo britannico († 1971)
- 1902 - Ferenc Idrányi, schermidore ungherese († 1958)
- 1902 - Auguste Liquois, fumettista e pittore francese († 1969)
- 1902 - Anna McCune Harper, tennista statunitense († 1999)
- 1903 - Fausto Batignani, calciatore uruguaiano († 1975)
- 1903 - Alec Douglas-Home, politico britannico († 1995)
- 1903 - Harwell Hamilton Harris, architetto statunitense († 1990)
- 1903 - LeRoy Mason, attore statunitense († 1947)
- 1903 - Olga Napoli, pittrice italiana († 1955)
- 1903 - Charles Poletti, militare e politico statunitense († 2002)
- 1903 - Francesco Rossi, vescovo cattolico italiano († 1972)
- 1904 - René Lacoste, tennista, stilista e imprenditore francese († 1996)
- 1904 - Erik Lundin, scacchista svedese († 1988)
- 1904 - Nicolae Polizu-Micșunești, militare e aviatore rumeno († 1943)
- 1904 - Frank Southall, ciclista su strada e pistard britannico († 1964)
- 1905 - Pietro Bugiani, pittore italiano († 1992)
- 1905 - James Edward Grant, scrittore, sceneggiatore e regista statunitense († 1966)
- 1905 - Tatsuzō Ishikawa, scrittore e giornalista giapponese († 1985)
- 1905 - Harry Wolff, pugile svedese († 1987)
- 1906 - Hans Bethe, fisico e astronomo tedesco († 2005)
- 1906 - Eugenio Calò, partigiano italiano († 1944)
- 1906 - Károly Kárpáti, lottatore ungherese († 1996)
- 1906 - Alan Webb, attore inglese († 1982)
- 1907 - Gian Paolo Gamerra, militare italiano († 1943)
- 1907 - Ernst Kupfer, militare e aviatore tedesco († 1943)
- 1907 - František Nejedlý, calciatore cecoslovacco († 1979)
- 1907 - Jacoba Stelma, ginnasta olandese († 1987)
- 1907 - Armin Thiede, militare e aviatore tedesco († 1943)
- 1907 - Sándor Tölgyesi, tiratore a segno ungherese († 1948)
- 1907 - Benjamin Vessaz, pallanuotista svizzero
- 1908 - Fëdor Vasil'evič Čuchrov, mineralogista russo († 1988)
- 1908 - Phil Karlson, regista statunitense († 1985)
- 1908 - Thurgood Marshall, giurista statunitense († 1993)
- 1908 - Giuseppe Scorza Dragoni, matematico italiano († 1996)
- 1909 - Aldo Cigheri, pittore, grafico e illustratore italiano († 1995)
- 1909 - Remo Polizzi, partigiano e sindacalista italiano († 1977)
- 1909 - Ilario Zambelli, militare e partigiano italiano († 1944)
- 1910 - Jeff Alexander, compositore e direttore d'orchestra statunitense († 1989)
- 1910 - Pedro Alonso Arbeleche, cestista cubano († 2006)
- 1910 - Luciano Chiara, astronomo e matematico italiano († 1969)
- 1910 - Giuseppe Majorana, militare e aviatore italiano († 1941)
- 1911 - Diego Fabbri, drammaturgo, sceneggiatore e saggista italiano († 1980)
- 1911 - Reg Parnell, pilota automobilistico britannico († 1964)
- 1911 - František Studený, pittore e grafico slovacco († 1980)
- 1912 - Hércules de Miranda, calciatore brasiliano († 1982)
- 1912 - Amilcare Lunardelli, politico italiano († 2004)
- 1912 - Giacomo Metellini, generale e aviatore italiano († 2012)
- 1912 - Bill Mitchell, designer statunitense († 1988)
- 1912 - Umberto Peschi, artista e scultore italiano († 1992)
- 1912 - Sebastián Sirni, calciatore argentino
- 1912 - Andrea Spadini, scultore italiano († 1983)
- 1912 - Emilio Zamperini, calciatore italiano
- 1913 - Leopoldo Savona, regista e sceneggiatore italiano († 2000)
- 1913 - Erwin Schüle, militare e magistrato tedesco († 1993)
- 1913 - Lidio Stefanini, calciatore italiano († 1981)
- 1913 - Nicola Tagliaferri, militare italiano († 1938)
- 1913 - Primitivo Villacampa, calciatore spagnolo († 1975)
- 1914 - Alojs Andritzki, presbitero tedesco († 1943)
- 1914 - Rocco Polimeni, militare italiano († 1941)
- 1914 - Tullio Porcelli, militare italiano († 1940)
- 1914 - Antonio Sánchez Valdés, calciatore e allenatore di calcio spagnolo († 2005)
- 1914 - Reg Tomlinson, calciatore inglese († 1971)
- 1914 - Erich Topp, ammiraglio tedesco († 2005)
- 1915 - Alfredo Adami, comico italiano († 1988)
- 1915 - Argemiro, calciatore brasiliano († 1975)
- 1915 - Nino Buccellato, poeta e scrittore italiano († 1983)
- 1915 - Pietro Chiodi, filosofo e partigiano italiano († 1970)
- 1915 - Junior Durkin, attore statunitense († 1935)
- 1915 - Sei Fuwa, calciatore giapponese
- 1915 - Rudolf Hruska, ingegnere austriaco († 1994)
- 1915 - Georg Krog, pattinatore di velocità su ghiaccio norvegese († 1991)
- 1915 - Arthur Wellesley, VIII duca di Wellington, nobile inglese († 2014)
- 1916 - Ken Curtis, attore statunitense († 1991)
- 1916 - Zélia Gattai, scrittrice e fotografa brasiliana († 2008)
- 1916 - Reino Kangasmäki, lottatore finlandese († 2010)
- 1916 - Manuel Ortiz, pugile statunitense († 1970)
- 1916 - Hans-Ulrich Rudel, aviatore tedesco († 1982)
- 1916 - Carlo Zinelli, pittore italiano († 1974)
- 1917 - Mohamed Ahmed, politico comoriano († 1984)
- 1917 - Bob Dille, cestista e allenatore di pallacanestro statunitense († 1998)
- 1917 - Maryam Jahangiri, poetessa, docente e musicista iraniana († 1952)
- 1917 - Giovanni Poli, regista teatrale italiano († 1979)
- 1917 - Dennis Westcott, calciatore inglese († 1960)
- 1917 - Murry Wilson, imprenditore e compositore statunitense († 1973)
- 1918 - Vittorio Dalla Volta, matematico italiano († 1982)
- 1918 - Bud Engdahl, cestista statunitense († 1985)
- 1918 - Gilbert Kenneth Jenkins, storico e numismatico britannico († 2005)
- 1918 - Nicola Serra, antifascista italiano († 1944)
- 1919 - Albert Batteux, calciatore e allenatore di calcio francese († 2003)
- 1919 - Jean Craighead George, scrittrice statunitense († 2012)
- 1919 - Abdulla Grimci, compositore e scrittore albanese († 2018)
- 1919 - George Pearcy, cestista e allenatore di pallacanestro statunitense († 1992)
- 1920 - Giorgio Amati, ingegnere italiano († 1977)
- 1920 - Fernando Ayala, regista cinematografico, produttore cinematografico e sceneggiatore argentino († 1997)
- 1920 - Catharina Halkes, teologa e religiosa olandese († 2011)
- 1920 - Bruno Quaresima, calciatore e allenatore di calcio italiano († 1999)
- 1920 - Heinz Schwarz, scultore e pittore svizzero († 1994)
- 1920 - Donald Windham, scrittore statunitense († 2010)
- 1921 - Iosif Petschovschi, calciatore rumeno († 1968)
- 1921 - Joseph Zhu Baoyu, vescovo cattolico cinese († 2020)
- 1921 - Silvano Zorzi, ingegnere italiano († 1994)
- 1922 - Pierre Cardin, stilista italiano († 2020)
- 1922 - Eugenio Corrodi, calciatore svizzero († 1975)
- 1922 - Abe Levitow, animatore e regista statunitense († 1975)
- 1922 - Jay Sarno, imprenditore statunitense († 1984)
- 1923 - Silvio Balderi, politico italiano († 2017)
- 1923 - Constantin Dăscălescu, politico romeno († 2003)
- 1923 - Evaristo Ferioli, calciatore italiano
- 1923 - Salvatore Galletti, scrittore e pittore italiano († 2010)
- 1923 - Gianfranco Piazzesi, scrittore e giornalista italiano († 2001)
- 1923 - Walter Schneiter, calciatore svizzero († 1972)
- 1923 - Wisława Szymborska, poetessa polacca († 2012)
- 1923 - Teodoro Zanini, calciatore e allenatore di calcio italiano († 2006)
- 1924 - Sergio Bresciani, militare italiano († 1942)
- 1924 - Pietro Cesari, calciatore italiano († 2023)
- 1924 - Graziano Giusti, attore italiano († 2001)
- 1924 - Hannes Lintl, architetto austriaco († 2003)
- 1924 - Francis Wyndham, scrittore e giornalista britannico († 2017)
- 1925 - Arturo Carmassi, scultore e pittore italiano († 2015)
- 1925 - Giorgio De Sabbata, partigiano e politico italiano († 2013)
- 1925 - Medgar Evers, attivista e politico statunitense († 1963)
- 1925 - Pietro Forquet, giocatore di bridge italiano († 2023)
- 1925 - Patrice Lumumba, politico congolese (Repubblica Democratica del Congo) († 1961)
- 1925 - Ol'ga Olejnik, matematica sovietica († 2001)
- 1926 - Juan García García, cestista cubano († 2003)
- 1926 - Carlo Rolandi, velista italiano († 2020)
- 1927 - Fabrizia Baduel Glorioso, politica e sindacalista italiana († 2017)
- 1927 - Ruth Berghaus, produttrice teatrale, regista teatrale e coreografa tedesca († 1996)
- 1927 - Kees Broekman, pattinatore di velocità su ghiaccio olandese († 1992)
- 1927 - James Mackay, barone Mackay di Clashfern, avvocato e politico scozzese
- 1927 - Brock Peters, attore, doppiatore e cantante statunitense († 2005)
- 1927 - Bob Pickell, cestista canadese († 1986)
- 1928 - George Feigenbaum, cestista statunitense († 2000)
- 1928 - Sidney Kibrick, attore statunitense
- 1928 - Tat'jana Pileckaja, attrice sovietica
- 1928 - Line Renaud, cantante e attrice francese
- 1928 - Estelita Rodriguez, attrice statunitense († 1966)
- 1928 - Peter Thomas Taylor, allenatore di calcio e calciatore inglese († 1990)
- 1929 - Daphne Hasenjager, ex velocista sudafricana
- 1929 - Imelda Marcos, politica filippina
- 1929 - Hernán Raffo, cestista cileno († 2012)
- 1929 - Rainer G. Rümmler, architetto tedesco († 2004)
- 1930 - Sylve Bengtsson, allenatore di calcio e calciatore svedese († 2005)
- 1930 - Ludwig Fellermaier, politico tedesco († 1996)
- 1930 - Jack Garfein, regista, sceneggiatore e insegnante statunitense († 2019)
- 1930 - Robert Gilpin, politologo statunitense († 2018)
- 1930 - Ahmad Jamal, pianista statunitense († 2023)
- 1930 - Carlos Menem, avvocato e politico argentino († 2021)
- 1931 - Larry Costello, cestista e allenatore di pallacanestro statunitense († 2001)
- 1931 - Robert Ito, attore televisivo, ballerino e doppiatore canadese
- 1931 - Gerald O'Collins, gesuita e teologo australiano († 2024)
- 1931 - Mohammad Yazdi, politico iraniano († 2020)
- 1932 - Paulino Bernabé, liutaio spagnolo († 2007)
- 1932 - Reno Bromuro, poeta, scrittore e attore italiano († 2009)
- 1932 - Kenneth McMillan, attore statunitense († 1989)
- 1932 - Leopol'd Mitrofanov, compositore di scacchi russo († 1992)
- 1932 - Michelangelo Notarianni, giornalista e politico italiano († 1998)
- 1932 - Dave Thomas, imprenditore statunitense († 2002)
- 1932 - Michele Zolla, politico e funzionario italiano († 2024)
- 1933 - Paul Huntley, parrucchiere e truccatore britannico († 2021)
- 1933 - Amos Lin, cestista e allenatore di pallacanestro israeliano († 2020)
- 1934 - Antonio Barberio, politico italiano
- 1934 - Romano Ghini, attore e doppiatore italiano († 2020)
- 1934 - Gordan Irović, calciatore jugoslavo († 1995)
- 1934 - Juhani Kala, cestista finlandese († 2014)
- 1934 - Gio Batta Morassi, liutaio italiano († 2018)
- 1934 - Francesco Orlando, critico letterario e francesista italiano († 2010)
- 1934 - Zhao Shuzhen, attrice cinese
- 1935 - Nanni Balestrini, poeta, scrittore e saggista italiano († 2019)
- 1935 - Ed Bullins, drammaturgo e scrittore statunitense († 2021)
- 1935 - Dick Dolman, politico olandese († 2019)
- 1935 - Genézia Izabel Cardoso, cestista brasiliana († 1996)
- 1935 - Luigi Gozzi, drammaturgo e regista teatrale italiano († 2008)
- 1935 - Ingeborg Schöner, attrice e modella tedesca
- 1936 - Eusebio Escobar, ex calciatore colombiano
- 1936 - Rex Gildo, cantante, attore e showman tedesco († 1999)
- 1936 - Renato Rambaldelli, calciatore italiano († 2023)
- 1936 - ʿUmar Sulaymān, generale e politico egiziano († 2012)
- 1937 - Polly Holliday, attrice statunitense
- 1937 - Viktor Lukašenko, calciatore e allenatore di calcio sovietico († 2022)
- 1937 - Dee Palmer, arrangiatrice e tastierista britannica
- 1937 - Richard Petty, ex pilota automobilistico statunitense
- 1937 - Giuseppe Recagno, calciatore e allenatore di calcio italiano († 2019)
- 1937 - Martin J. Sherwin, storico e scrittore statunitense († 2021)
- 1937 - Rodolfo Traversa, attore e doppiatore italiano
- 1938 - Marcel Artélésa, calciatore francese († 2016)
- 1938 - Albino Cella, allenatore di calcio e ex calciatore italiano
- 1938 - Joseph Anthony Galante, vescovo cattolico statunitense († 2019)
- 1938 - David Owen, politico britannico
- 1938 - Bill Wold, ex cestista statunitense
- 1939 - Michael Castle, politico statunitense († 2025)
- 1939 - Barbara Colby, attrice statunitense († 1975)
- 1939 - Vincenzo De Simone, pittore, scultore e performance artist italiano († 2020)
- 1939 - Renzo Fontona, ex ciclista su strada italiano
- 1939 - Ljudmila Kukanova, ex cestista sovietica
- 1939 - Nora Novotny, ex nuotatrice austriaca
- 1939 - Alexandros Panagulis, politico, rivoluzionario e poeta greco († 1976)
- 1939 - Keigo Shimizu, ex nuotatore giapponese
- 1939 - John H. Sununu, politico e conduttore televisivo statunitense
- 1939 - Horst Walter, calciatore tedesco orientale († 2015)
- 1940 - Christopher Awdry, scrittore britannico
- 1940 - Eduardo Carrasco, musicista, poeta e scrittore cileno
- 1940 - Italo Casali, tiratore a segno sammarinese († 2019)
- 1940 - Kenneth Clarke, politico britannico
- 1940 - Dale Clevenger, cornista, direttore d'orchestra e insegnante statunitense († 2022)
- 1940 - Francisco Gil Hellín, arcivescovo cattolico spagnolo
- 1940 - Pedro María Iguaran Arandia, calciatore spagnolo († 2015)
- 1940 - Georgi Ivanov, ufficiale e cosmonauta bulgaro
- 1940 - Susanna Mildonian, arpista belga († 2022)
- 1940 - Francesco Samà, politico italiano († 2022)
- 1941 - Mogens Frey, ex pistard e ciclista su strada danese
- 1941 - William Guest, cantante, cantautore e produttore discografico statunitense († 2015)
- 1941 - Gerd Kostmann, ex calciatore tedesco orientale
- 1941 - Wendell Mottley, ex velocista, economista e politico trinidadiano
- 1941 - Praderm Muangkasem, ex calciatore thailandese
- 1941 - Tadao Tsuge, fumettista giapponese
- 1942 - Jorge Bentivegna, ex calciatore argentino
- 1942 - Pete Cunningham, ex cestista statunitense
- 1942 - Mojca Drčar Murko, politica e giornalista slovena
- 1942 - Vicente Fox, politico messicano
- 1942 - Gil Reece, calciatore gallese († 2003)
- 1942 - Lutz D. Schmadel, astronomo tedesco († 2016)
- 1943 - Walter Godefroot, dirigente sportivo, ex ciclista su strada e pistard belga
- 1943 - Henry Martin Kleemann, aviatore statunitense († 1985)
- 1943 - Raffaele Mastrantuono, politico italiano
- 1943 - Pierre Michel, magistrato francese († 1981)
- 1943 - Sigrid Müller, ex nuotatrice austriaca
- 1943 - Svein Bredo Østlien, ex calciatore norvegese
- 1943 - Lauri Peters, attrice e cantante statunitense
- 1943 - Alfred Sole, regista, scenografo e sceneggiatore statunitense († 2022)
- 1944 - Robyn Ebbern, ex tennista australiana
- 1944 - Ivar Ekeland, matematico e divulgatore scientifico francese
- 1944 - Joy Emerson, ex tennista australiana
- 1944 - Joseph Yacoub, storico, politologo e docente siriano
- 1944 - Christian du Plessis, baritono sudafricano
- 1945 - Giacomo Romano Davare, scrittore, attore e regista teatrale italiano
- 1945 - Tony Duvert, scrittore e giornalista francese († 2008)
- 1945 - Harriet A. Hall, divulgatrice scientifica, medico e blogger statunitense († 2023)
- 1945 - Ezio Lucarelli, carabiniere italiano († 1980)
- 1945 - Franco Russo, politico italiano
- 1946 - Richard Axel, medico statunitense
- 1946 - Ricky Bruch, discobolo, pesista e attore svedese († 2011)
- 1946 - Cesare Cadeo, giornalista, conduttore televisivo e politico italiano († 2019)
- 1946 - Jean-Luc Darbellay, compositore, direttore d'orchestra e clarinettista svizzero
- 1946 - Carl Dickel, allenatore di pallacanestro neozelandese
- 1946 - Zbigniew Kiernikowski, vescovo cattolico polacco
- 1946 - Dionisij Ljachovič, vescovo cattolico ucraino
- 1946 - Giorgio Montefoschi, scrittore, critico letterario e traduttore italiano
- 1946 - Rich Niemann, ex cestista statunitense
- 1946 - Peter Popoff, predicatore e personaggio televisivo tedesco
- 1946 - Fausto Rossano, medico, psichiatra e psicanalista italiano († 2012)
- 1946 - Ron Silver, attore e regista statunitense († 2009)
- 1946 - Maurizio Zurla, artista italiano († 2021)
- 1947 - Larry David, attore, sceneggiatore e produttore cinematografico statunitense
- 1947 - Krzysztof Gawędzki, matematico e fisico polacco († 2022)
- 1947 - Rosko Gee, bassista giamaicano
- 1947 - Ervin Hall, ex ostacolista statunitense
- 1947 - Piera Martell, cantante svizzera
- 1947 - Franz Rosei, scultore e disegnatore austriaco
- 1947 - Stephen Stucker, attore statunitense († 1986)
- 1948 - Sandro Biasotti, ex politico italiano
- 1948 - Sylvain Cambreling, direttore d'orchestra francese
- 1948 - Majid Halvaei, ex calciatore iraniano
- 1948 - Elvin Ivory, ex cestista statunitense
- 1948 - Saul Rubinek, attore e regista teatrale canadese
- 1948 - Tonino Sicoli, critico d'arte e giornalista italiano († 2021)
- 1948 - Luka Vezilić, ex pallanuotista jugoslavo
- 1949 - Emanuele Basile, militare italiano († 1980)
- 1949 - Gianfranco Bellotto, ex calciatore e allenatore di calcio italiano
- 1949 - Abderrahmane Benkhalfa, politico, funzionario e banchiere algerino († 2021)
- 1949 - Roy Bittan, musicista e compositore statunitense
- 1949 - Greg Brown, cantautore statunitense
- 1949 - Antonina Dedoni, politica italiana
- 1949 - Bernard-Pierre Donnadieu, attore francese († 2010)
- 1949 - Marcella Emiliani, saggista e storica italiana († 2024)
- 1949 - Craig Shaw Gardner, scrittore statunitense
- 1949 - Curtis Rowe, ex cestista statunitense
- 1949 - Nancy Stephens, attrice statunitense
- 1949 - Wally Ziaja, ex calciatore statunitense
- 1950 - Benedetto Casillo, cabarettista e attore italiano
- 1950 - Jacky Lamothe, ex cestista francese
- 1950 - Gian Maria Madella, giornalista e scrittore italiano
- 1950 - Eugenia Salcu, ex cestista rumena
- 1950 - Mario Toso, vescovo cattolico e filosofo italiano
- 1950 - Pierluigi Zappacosta, ingegnere e imprenditore italiano
- 1950 - Doron Zeilberger, matematico israeliano
- 1951 - Carlo Caglieris, ex cestista italiano
- 1951 - Antonio Cancian, ingegnere e politico italiano
- 1951 - Ronny Coutteure, attore, sceneggiatore e regista belga († 2000)
- 1951 - Maurizio De Benedictis, storico del cinema, storico della letteratura e scrittore italiano († 2021)
- 1951 - Fabio Frizzi, compositore e musicista italiano
- 1951 - Jack Gantos, scrittore statunitense
- 1951 - Jarmo Koski, attore e doppiatore finlandese
- 1951 - Guido Magherini, dirigente sportivo e ex calciatore italiano
- 1951 - Guido Michelini, glottologo e linguista italiano († 2020)
- 1951 - Enrico Molinari, psicologo e psicoterapeuta italiano
- 1951 - Sylvia Rivera, attivista statunitense († 2002)
- 1951 - Michele Santoro, giornalista, conduttore televisivo e autore televisivo italiano
- 1951 - Alejandro Urgellés, cestista cubano († 1984)
- 1951 - Munawwaruz Zaman, hockeista su prato e allenatore di hockey su prato pakistano († 1994)
- 1952 - Gian Carlo Ceruti, dirigente sportivo italiano († 2020)
- 1952 - Johnny Colla, sassofonista e chitarrista statunitense
- 1952 - Linda Godwin, ex astronauta statunitense
- 1952 - Ahmed Ouyahia, politico algerino
- 1952 - Marco Piccinini, dirigente d'azienda italiano
- 1952 - Joe Pisarcik, ex giocatore di football americano statunitense
- 1952 - Daniele Scalise, giornalista e scrittore italiano
- 1952 - Anatolij Solomin, ex marciatore sovietico
- 1952 - Dandy Bestia, chitarrista italiano († 2025)
- 1952 - Joseph Vũ Duy Thống, vescovo cattolico vietnamita († 2017)
- 1953 - Francesco Casagrande, allenatore di calcio e ex calciatore italiano
- 1953 - Mark Hart, musicista e polistrumentista statunitense
- 1953 - Giuseppe Piccioni, regista e sceneggiatore italiano
- 1953 - Petro Slobodjan, allenatore di calcio e calciatore sovietico († 2020)
- 1953 - Randy Weber, politico statunitense
- 1954 - Victor Amaya, ex tennista statunitense
- 1954 - Claudio Bisogniero, diplomatico e funzionario italiano
- 1954 - José Chaparro, ex calciatore colombiano
- 1954 - Wendy Schaal, attrice e doppiatrice statunitense
- 1955 - Cláudio Adão, allenatore di calcio e ex calciatore brasiliano
- 1955 - Andrew Divoff, attore venezuelano
- 1955 - Chau Giang, giocatore di poker vietnamita
- 1955 - Luis Granda, ex calciatore ecuadoriano
- 1955 - Ernst Haspinger, ex slittinista italiano
- 1955 - Julio Monteiro Martins, scrittore brasiliano († 2014)
- 1955 - Giuseppe Pisauro, economista italiano
- 1955 - Stephen Walt, politologo statunitense
- 1956 - Jerry Hall, ex modella e attrice statunitense
- 1956 - Cynthia Kadohata, scrittrice statunitense
- 1956 - Rubén Patagonia, cantante argentino
- 1957 - Aleko Bregu, ex calciatore albanese
- 1957 - José Melitón Chávez, vescovo cattolico argentino († 2021)
- 1957 - Mark S. Doss, basso-baritono statunitense
- 1957 - Darío Figueredo, ex calciatore paraguaiano
- 1957 - Emanuela Giordano, attrice, regista e sceneggiatrice italiana
- 1957 - Bret Hart, ex wrestler canadese
- 1957 - Mauro Laurenti, fumettista italiano
- 1957 - Gianni Parrini, disc jockey e produttore discografico italiano
- 1957 - Thierry Pauwels, astronomo belga
- 1957 - Ulrich Peters, ex cestista tedesco
- 1957 - Purvis Short, ex cestista statunitense
- 1957 - Steve Sims, ex calciatore inglese
- 1958 - Ubaldo Biagetti, ex calciatore italiano
- 1958 - Nebojša Čović, politico e dirigente sportivo serbo
- 1958 - Rainer Hasler, calciatore liechtensteinese († 2014)
- 1958 - Cindy Kiro, politica neozelandese
- 1958 - Chicco Santulli, arrangiatore, chitarrista e compositore italiano
- 1958 - Paul Swarbrick, vescovo cattolico britannico
- 1958 - Michael Turtur, ex pistard australiano
- 1958 - Dang Thai Son, pianista vietnamita
- 1959 - Eduardo Bengoechea, ex tennista argentino
- 1959 - Emanuele Bombini, ex ciclista su strada e dirigente sportivo italiano
- 1959 - Cristian Diaconescu, politico rumeno
- 1959 - Stefan Fernholm, discobolo e pesista svedese († 1997)
- 1959 - Wendy Lawrence, ex astronauta e ingegnere statunitense
- 1959 - Francisco Ernandi Lima da Silva, allenatore di calcio e ex calciatore brasiliano
- 1959 - Bruno Pederiva, arrampicatore, alpinista e scialpinista italiano
- 1959 - Alfonso Raimo, vescovo cattolico italiano
- 1959 - Erwin Olaf, fotografo olandese († 2023)
- 1959 - Theofanīs Theofanous, ex calciatore cipriota
- 1960 - Mario Cottone, fantino italiano
- 1960 - Alba Donati, poetessa e critica letteraria italiana
- 1960 - Marco Filippeschi, politico italiano
- 1960 - Doug LaMalfa, politico statunitense
- 1960 - Jim Lampley, ex cestista statunitense
- 1960 - Gianluca Limone, ex rugbista a 15 italiano
- 1960 - Murad Ali Murad, generale afghano
- 1960 - Dan Nica, politico e ingegnere rumeno
- 1960 - Terry Rossio, sceneggiatore statunitense
- 1960 - Sonig Tchakerian, violinista italiana
- 1961 - Tetchie Agbayani, attrice filippina
- 1961 - Mark Billingham, scrittore inglese
- 1961 - Eugenio Cappuccio, regista e sceneggiatore italiano
- 1961 - Rodolfo De Benedetti, imprenditore e dirigente d'azienda italiano
- 1961 - Clark Kellogg, ex cestista statunitense
- 1961 - Davide Lot, cestista italiano († 2021)
- 1961 - Jimmy McNichol, attore e cantante statunitense
- 1961 - Samy Naceri, attore e produttore cinematografico francese
- 1961 - Mirko Nišović, ex canoista jugoslavo
- 1961 - Alba Parietti, conduttrice televisiva, opinionista e attrice italiana
- 1961 - Joe Philbin, allenatore di football americano statunitense
- 1961 - Matt Preston, giornalista e personaggio televisivo britannico
- 1961 - Oleksandr Rodnjans'kyj, regista e produttore cinematografico ucraino
- 1961 - Jon Sundvold, ex cestista statunitense
- 1962 - Andrea Roggi, artista, scultore e pittore italiano
- 1962 - Anna Cugini, doppiatrice italiana
- 1962 - Antonello Dose, conduttore radiofonico, autore televisivo e scrittore italiano
- 1962 - Monika Hohlmeier, politica tedesca
- 1962 - Werner Marti, ex sciatore alpino svizzero
- 1962 - Giovanni Martorana, attore italiano († 2018)
- 1962 - Mario Merelli, alpinista italiano († 2012)
- 1962 - Angelo Senaldi, politico italiano
- 1962 - Neil Tovey, ex calciatore e allenatore di calcio sudafricano
- 1962 - Wei Qingguang, ex tennistavolista cinese
- 1963 - Stephen Kay, regista, sceneggiatore e attore neozelandese
- 1963 - Nikolaj Kostov, allenatore di calcio e ex calciatore bulgaro
- 1963 - Cristina Pezzoli, regista teatrale italiana († 2020)
- 1963 - Michael Robertson, ex tennista sudafricano
- 1963 - Jeffrey Rogers, attore statunitense
- 1963 - Carla Solaro, attrice italiana
- 1963 - Marcel Wanders, designer olandese
- 1964 - Anthony Bell, ex giocatore di football americano statunitense
- 1964 - Oumar Ben Salah, ex calciatore ivoriano
- 1964 - José Canseco, ex giocatore di baseball cubano
- 1964 - Mino Cavallo, chitarrista e compositore italiano
- 1964 - Maurice Martin, ex cestista statunitense
- 1964 - Steve Mitchell, ex cestista statunitense
- 1964 - Andre Moore, ex cestista statunitense
- 1964 - Charles Robinson, statunitense
- 1964 - Éric Srecki, ex schermidore francese
- 1964 - Zdravko Stoičkov, ex sollevatore bulgaro
- 1964 - Alan Tait, rugbista a 13, rugbista a 15 e allenatore di rugby a 15 britannico
- 1964 - Dimo Tonev, ex pallavolista bulgaro
- 1965 - Abdiweli Mohamed Ali, politico e economista somalo
- 1965 - Luc Borrelli, calciatore francese († 1999)
- 1965 - Tim Breacker, ex calciatore e allenatore di calcio inglese
- 1965 - Raúl Pérez, ex rugbista a 15 e allenatore di rugby a 15 argentino
- 1965 - Norbert Röttgen, politico tedesco
- 1965 - Christopher Smith, storico britannico
- 1965 - Valerio Tebaldi, dirigente sportivo e ex ciclista su strada italiano
- 1966 - José María Alarcón, ex cestista spagnolo
- 1966 - Peter De Clercq, ex ciclista su strada belga
- 1966 - Joël Despaigne, allenatore di pallavolo, ex pallavolista e ex giocatore di beach volley cubano
- 1966 - Rod Mason, ex cestista statunitense
- 1966 - Fabrizio Piscitelli, criminale italiano († 2019)
- 1966 - Jean-François Richet, regista e sceneggiatore francese
- 1966 - Kōstas Tsiaras, politico greco
- 1967 - Piera Aiello, politica italiana
- 1967 - Claudio Biaggio, allenatore di calcio e ex calciatore argentino
- 1967 - Mike Collins, politico statunitense
- 1967 - Giuseppe De Donno, medico italiano († 2021)
- 1967 - Bret Garnett, ex tennista statunitense
- 1967 - Carlo Luglio, regista e sceneggiatore italiano
- 1967 - Tina Stowell, politica britannica
- 1967 - Paul Wekesa, ex tennista keniota
- 1968 - Cristiano Bortone, regista cinematografico, produttore cinematografico e sceneggiatore italiano
- 1968 - Alberto Colla, compositore, teorico della musica e saggista italiano († 2025)
- 1968 - Frédéric Diefenthal, attore francese
- 1968 - Ilian Iliev, allenatore di calcio e ex calciatore bulgaro
- 1968 - Adrian Knup, ex calciatore svizzero
- 1968 - A. E. Stallings, poetessa e traduttrice statunitense
- 1968 - Paolo Trianni, teologo e indologo italiano
- 1968 - Mehman Yunusov, ex calciatore e allenatore di calcio azero
- 1969 - Ryō Adachi, allenatore di calcio e ex calciatore giapponese
- 1969 - Andrea Collinelli, ex pistard e ciclista su strada italiano
- 1969 - Jarrod Emick, attore e cantante statunitense
- 1969 - Darren Junee, ex rugbista a 13, ex rugbista a 15 e allenatore di rugby a 13 australiano
- 1969 - Abraham Boualo Kome, vescovo cattolico camerunese
- 1969 - Dace Krūmiņa, ex cestista lettone
- 1969 - Jenni Rivera, cantante messicana († 2012)
- 1969 - Tim Rodber, ex rugbista a 15 e dirigente d'azienda britannico
- 1969 - Tony Touch, disc jockey, beatmaker e rapper statunitense
- 1970 - Derrick Adkins, ex ostacolista statunitense
- 1970 - Scott Aukerman, sceneggiatore, produttore cinematografico e regista statunitense
- 1970 - Yancy Butler, attrice statunitense
- 1970 - Sirous Dinmohammadi, allenatore di calcio e ex calciatore iraniano
- 1970 - Colin Edwin, bassista australiano
- 1970 - Spice 1, rapper statunitense
- 1970 - Cozmin Gușă, politico e giornalista rumeno
- 1970 - Monie Love, rapper e conduttrice radiofonica britannica
- 1970 - Eric Mahé, pilota motociclistico francese
- 1970 - Paolo Mingatti, giocatore di calcio a 5 e ex calciatore italiano
- 1970 - Steve Morrow, allenatore di calcio e ex calciatore nordirlandese
- 1970 - Serghei Mureico, ex lottatore moldavo
- 1970 - Yumi Watanabe, ex calciatrice giapponese
- 1970 - Amy Weber, modella, attrice e cantante statunitense
- 1971 - Esam Al-Kandari, ex calciatore kuwaitiano
- 1971 - Valerio Bispuri, fotografo italiano
- 1971 - Walter Fiele, ex giocatore di calcio a 5 argentino
- 1971 - Tait Fletcher, attore, stuntman e artista marziale misto statunitense
- 1971 - Alberto Fontana, attivista italiano
- 1971 - Oleg Gorobij, ex canoista russo
- 1971 - Lætitia Moussard, ex cestista francese
- 1971 - Jared Palmer, ex tennista statunitense
- 1971 - Bryan Redpath, ex rugbista a 15 e allenatore di rugby scozzese
- 1971 - Raffaele Vannoli, attore italiano
- 1971 - Vahe Yaġmowryan, ex calciatore armeno
- 1972 - Momo, cantautrice italiana
- 1972 - Andrea Cococcetta, ex rugbista a 15 e allenatore di rugby a 15 italiano
- 1972 - Andrea Da Rold, allenatore di calcio e ex calciatore italiano
- 1972 - Fernando Díaz Alberdi, ex rugbista a 15 e allenatore di rugby a 15 argentino
- 1972 - Erlan Elewsïnov, ex calciatore kazako
- 1972 - Roberta Giussani, ex schermitrice italiana
- 1972 - Katsuhiro Minamoto, ex calciatore giapponese
- 1972 - Bruno Oliviero, regista, sceneggiatore e direttore della fotografia italiano
- 1972 - Isabel Picenoni, ex sciatrice alpina svizzera
- 1972 - Darren Shan, scrittore irlandese
- 1972 - Christian von Koenigsegg, imprenditore svedese
- 1973 - Andrea Ballerini, pilota motociclistico italiano
- 1973 - Erika Hansson, ex sciatrice alpina svedese
- 1973 - Juaquin Hawkins, ex cestista statunitense
- 1973 - Peter Kay, comico britannico
- 1973 - Olga Milchina, ex cestista moldava
- 1973 - Scotty 2 Hotty, wrestler statunitense
- 1973 - Tanya Stephens, cantante giamaicana
- 1974 - Viola Ardone, scrittrice italiana
- 1974 - Fosco Cicola, pallavolista italiano
- 1974 - Rocky Gray, cantante e polistrumentista statunitense
- 1974 - Marc Hendrikx, ex calciatore belga
- 1974 - Jaroslav Huleš, pilota motociclistico ceco († 2004)
- 1974 - Andy McDermott, giornalista e scrittore britannico
- 1974 - Moon So-ri, attrice sudcoreana
- 1974 - Matthew Reilly, regista e scrittore australiano
- 1974 - Brad Riley, ex cestista neozelandese
- 1974 - Barnabás Sztipánovics, ex calciatore ungherese
- 1974 - Kerry Zavagnin, allenatore di calcio e ex calciatore statunitense
- 1975 - Joel Aguilar, ex arbitro di calcio salvadoregno
- 1975 - Paolo Casarsa, ex multiplista italiano
- 1975 - Lamine Diatta, ex calciatore senegalese
- 1975 - Daniel Kowalski, ex nuotatore australiano
- 1975 - Maxim Mehmet, attore tedesco
- 1975 - Kristen Michal, politico estone
- 1975 - Colin Murdock, ex calciatore nordirlandese
- 1975 - Nikolajs Poļakovs, ex calciatore lettone
- 1975 - Elizabeth Reaser, attrice statunitense
- 1975 - Stefan Terblanche, ex rugbista a 15 sudafricano
- 1975 - Aljaksandar Turčyn, politico bielorusso
- 1976 - Simen Berntsen, ex saltatore con gli sci norvegese
- 1976 - Alfonso Bonafede, politico italiano
- 1976 - Paolo Bossoni, ex ciclista su strada italiano
- 1976 - Derya Büyükunçu, ex nuotatore turco
- 1976 - Steve Green, calciatore giamaicano
- 1976 - Georgi Aleksandrov Ivanov, dirigente sportivo, allenatore di calcio e ex calciatore bulgaro
- 1976 - Pavel Kučera, ex calciatore ceco
- 1976 - Laurent Lefèvre, ex ciclista su strada francese
- 1976 - Krisztián Lisztes, allenatore di calcio e ex calciatore ungherese
- 1976 - Pietro Marcello, regista e sceneggiatore italiano
- 1976 - Paul Meany, polistrumentista, cantante e produttore discografico statunitense
- 1976 - Brigitte Obermoser, ex sciatrice alpina austriaca
- 1976 - Alan Perathoner, ex sciatore alpino italiano
- 1976 - Tommy Pistol, attore pornografico e regista statunitense
- 1976 - Tomáš Vokoun, ex hockeista su ghiaccio ceco
- 1976 - Ľudovít Ódor, economista e politico slovacco
- 1977 - Erin Anttila, cantante finlandese
- 1977 - Deniz Barış, ex calciatore turco
- 1977 - Andrzej Bledzewski, ex calciatore polacco
- 1977 - Carlo Diomajuta, giocatore di biliardo italiano
- 1977 - Christoph Freund, dirigente sportivo e ex calciatore austriaco
- 1977 - Carl Froch, ex pugile e commentatore televisivo inglese
- 1977 - Aret Kapetanovic, modella, musicista e attrice nigeriana
- 1977 - Carlton Mellick III, scrittore statunitense
- 1977 - John Paesano, compositore e arrangiatore statunitense
- 1977 - José Rivera, pallavolista portoricano
- 1977 - Christian Steen, ex calciatore norvegese
- 1977 - Daniel Stefański, arbitro di calcio polacco
- 1977 - Maider Unda, ex lottatrice spagnola
- 1978 - Kossi Agassa, ex calciatore togolese
- 1978 - Tomáš Belic, ex calciatore slovacco
- 1978 - Matteo Bobbi, ex pilota automobilistico, personaggio televisivo e commentatore televisivo italiano
- 1978 - Anita Buri, modella svizzera
- 1978 - Paul Danan, attore e personaggio televisivo britannico († 2025)
- 1978 - Joseph Gomis, ex cestista e allenatore di pallacanestro francese
- 1978 - Diana Gurtskaya, cantante georgiana
- 1978 - Jean-Yves Li Waut, ex calciatore francese
- 1978 - Iñaki Muñoz, ex calciatore spagnolo
- 1978 - Madoka Natsumi, ex fondista giapponese
- 1978 - Jüri Ratas, politico estone
- 1978 - Laurie Thomassin, ex nuotatrice francese
- 1978 - Owain Yeoman, attore gallese
- 1978 - Frank Zummo, musicista, compositore e produttore discografico statunitense
- 1979 - Romauld Aguillera, ex calciatore trinidadiano
- 1979 - Kathrin Bertschy, politica svizzera
- 1979 - Walter Davis, triplista e lunghista statunitense
- 1979 - Najat El Hachmi, scrittrice e saggista marocchina
- 1979 - Ahmed al-Ghamdi, terrorista saudita († 2001)
- 1979 - David Grellier, musicista e produttore discografico francese
- 1979 - Sam Hornish, pilota automobilistico statunitense
- 1979 - Kris Meeke, pilota di rally britannico
- 1979 - Dzmitryj Meljach, pentatleta bielorusso
- 1979 - Milan Nikolić, musicista e cantante serbo
- 1979 - Nigel Pierre, ex calciatore trinidadiano
- 1979 - Tomislav Ružić, ex cestista croato
- 1979 - Alexandre Simoni, ex tennista brasiliano
- 1979 - Joe Thornton, hockeista su ghiaccio canadese
- 1980 - Dalibor Bagarić, ex cestista croato
- 1980 - Kendrell Bell, ex giocatore di football americano statunitense
- 1980 - Rachel Brown, ex calciatrice inglese
- 1980 - Fabrizio Careddu, attore italiano
- 1980 - Pier Paolo Ciurlia, liutista italiano
- 1980 - Massimiliano Fedriga, politico italiano
- 1980 - Baffour Gyan, ex calciatore ghanese
- 1980 - Jiří Homola, calciatore ceco
- 1980 - Matej Marin, ciclista su strada sloveno († 2021)
- 1980 - Sergio Marinangeli, ex ciclista su strada italiano
- 1980 - Alexander Petersson, ex pallamanista e allenatore di pallamano islandese
- 1980 - Zach Scott, ex calciatore statunitense
- 1981 - Giovanni Abate, ex calciatore italiano
- 1981 - Fabián Benítez, calciatore paraguaiano
- 1981 - Elisa Bonaldo, ex cestista italiana
- 1981 - Sébastien Delferière, arbitro di calcio belga
- 1981 - Vladimir Dišljenković, ex calciatore serbo
- 1981 - Tomass Dukurs, skeletonista lettone
- 1981 - Nathan Ellington, ex calciatore inglese
- 1981 - Marc-Antoine Fortuné, allenatore di calcio e ex calciatore francese
- 1981 - Wayne Hunter, ex giocatore di football americano statunitense
- 1981 - Stefan Kogler, ex sciatore alpino tedesco
- 1981 - Luiz Henrique, ex calciatore brasiliano
- 1981 - Anderson Ribeiro, ex calciatore brasiliano
- 1981 - Carlos Rogers, ex giocatore di football americano statunitense
- 1981 - Manuel Sevillano, allenatore di pallavolo e pallavolista spagnolo
- 1981 - Tobias Stieler, arbitro di calcio tedesco
- 1981 - Luis Villarroel, tuffatore venezuelano
- 1981 - Zurab Zviadauri, judoka georgiano
- 1982 - Ferras, cantautore statunitense
- 1982 - Sinivie Boltic, lottatore nigeriano
- 1982 - Diego Castro, ex calciatore spagnolo
- 1982 - Ilja Gringol'c, violinista russo
- 1982 - Sunday Ibeji, ex calciatore nigeriano
- 1982 - Jolka, cantante e attrice ucraina
- 1982 - Dávid Jancsó, montatore ungherese
- 1982 - Scarlett Strallen, attrice, soprano e ballerina britannica
- 1982 - Timo Weß, hockeista su prato tedesco
- 1982 - Valerij Čornyj, ex calciatore e allenatore di calcio ucraino
- 1983 - Nely Carla Alberto, pallamanista spagnola
- 1983 - Michelle Branch, cantautrice e chitarrista statunitense
- 1983 - Tiago Campagnaro, ex calciatore brasiliano
- 1983 - Lars Grorud, ex calciatore norvegese
- 1983 - Vitalijus Kavaliauskas, ex calciatore lituano
- 1983 - Krystl, cantante olandese
- 1983 - Matteo Leporale, pallanuotista italiano
- 1983 - Jean-Baptiste Macquet, canottiere francese
- 1983 - Johanna Rasmussen, ex calciatrice danese
- 1983 - Magnus Sylling Olsen, ex calciatore norvegese
- 1983 - Kenneth Udjus, ex calciatore norvegese
- 1984 - Rosimar Amancio, calciatore brasiliano
- 1984 - Sandrine Brétigny, calciatrice francese
- 1984 - Eugent Bushpepa, cantante e compositore albanese
- 1984 - Jordi Carchano, pilota motociclistico spagnolo
- 1984 - Vanessa Lee Chester, attrice statunitense
- 1984 - Bireme Diouf, ex calciatore ivoriano
- 1984 - Dorin Goga, calciatore rumeno
- 1984 - Oleksandr Kamyšin, dirigente d'azienda e politico ucraino
- 1984 - Martin Klein, ex calciatore ceco
- 1984 - Valerij Korobkin, ex calciatore russo
- 1984 - Andrėj Kunicki, ex ciclista su strada bielorusso
- 1984 - Maarten Martens, allenatore di calcio e ex calciatore belga
- 1984 - Paolo Romano, politico italiano
- 1984 - Elise Stefanik, politica statunitense
- 1984 - Johnny Weir, ex pattinatore artistico su ghiaccio statunitense
- 1984 - Zhu Jun, schermidore cinese
- 1985 - Nicola Cascella, ex ostacolista italiano
- 1985 - Armando Coroneaux, calciatore cubano
- 1985 - Nelson Franklin, attore statunitense
- 1985 - Benjarvus Green-Ellis, ex giocatore di football americano statunitense
- 1985 - Chad Henne, ex giocatore di football americano statunitense
- 1985 - Vlatko Ilievski, cantante, attore e chitarrista macedone († 2018)
- 1985 - Jan Lipavský, politico ceco
- 1985 - Vincenzo Maltempo, pianista italiano
- 1985 - Dave McCary, comico e regista statunitense
- 1985 - Ciara Michel, pallavolista britannica
- 1985 - Miki Nishimura, giocatrice di bowling giapponese
- 1985 - Pak Nam-chol, ex calciatore nordcoreano
- 1985 - Rob Peeters, ex ciclocrossista e ex ciclista su strada belga
- 1985 - Bledjan Rizvani, ex calciatore albanese
- 1985 - Jürgen Roelandts, ex ciclista su strada belga
- 1985 - Viktoria Schwarz, canoista austriaca
- 1985 - Thiago Sens, pallavolista brasiliano
- 1985 - Däwrenbek Täjimbetov, calciatore kazako
- 1985 - Ashley Tisdale, attrice, cantautrice e modella statunitense
- 1985 - Nikolaj Trusov, ex ciclista su strada e pistard russo
- 1985 - Onur Tuna, attore e cantante turco
- 1985 - Yin Qiao, ex biatleta cinese
- 1986 - Brett Cecil, giocatore di baseball statunitense
- 1986 - Aatif Chahechouhe, ex calciatore francese
- 1986 - Denis Epstein, ex calciatore tedesco
- 1986 - Federico Esposito, velista italiano
- 1986 - Kendrick Farris, sollevatore statunitense
- 1986 - Florian Fromlowitz, ex calciatore tedesco
- 1986 - Jameson Konz, giocatore di football americano statunitense
- 1986 - Lindsay Lohan, attrice, cantante e modella statunitense
- 1986 - Bruno de Rezende, pallavolista brasiliano
- 1986 - Penelope Riboldi, calciatrice italiana
- 1986 - Walter Serrano, calciatore argentino
- 1986 - Murray Stewart, canoista australiano
- 1986 - Katie Taylor, pugile e calciatrice irlandese
- 1986 - Alice Trevisan, ex rugbista a 15 italiana
- 1986 - Sam Trickett, giocatore di poker britannico
- 1986 - Fatima Trotta, attrice e conduttrice televisiva italiana
- 1986 - Stefano di Tunisi, giocatore di football americano italiano
- 1987 - Ala'a Al-Sasi, ex calciatore yemenita
- 1987 - Cynthia Barboza, ex pallavolista statunitense
- 1987 - Andrea Battistoni, compositore, violoncellista e direttore d'orchestra italiano
- 1987 - Kim Bentsen, calciatore norvegese
- 1987 - Denys Dedečko, calciatore ucraino
- 1987 - Esteban Granero, ex calciatore spagnolo
- 1987 - Kelsey Griffin, cestista statunitense
- 1987 - Shai Haddad, ex calciatore israeliano
- 1987 - Ruslana Koršunova, modella kazaka († 2008)
- 1987 - Marco Matrone, ex calciatore finlandese
- 1987 - Gabriel Miraglia, giocatore di calcio a 5 brasiliano
- 1987 - Andrej Ostrikov, rugbista a 15 russo
- 1988 - Maximiliano Cavanna, pallavolista argentino
- 1988 - Ada Condeescu, attrice romena
- 1988 - Rui Pedro, ex calciatore portoghese
- 1988 - Kriss Donald, scozzese († 2004)
- 1988 - Urša Kragelj, canoista slovena
- 1988 - Ieva Kūlīte, ex cestista lettone
- 1988 - Lee Chung-yong, calciatore sudcoreano
- 1988 - László Lencse, ex calciatore ungherese
- 1988 - Milan Mitrović, calciatore serbo
- 1988 - Porta, rapper spagnolo
- 1988 - Sjur Røthe, fondista norvegese
- 1988 - Mathieu Sawe, altista keniota
- 1988 - Julia Schmid, canoista austriaca
- 1988 - Indre Sorokaite, pallavolista lituana
- 1989 - Jo Sondre Aas, allenatore di calcio e calciatore norvegese
- 1989 - Lucinda Brand, ciclista su strada e ciclocrossista olandese
- 1989 - Tyler De Nawi, attore e ballerino australiano
- 1989 - Dev, cantautrice e rapper statunitense
- 1989 - Michael Dunigan, ex cestista statunitense
- 1989 - Jefferson Gomes Pessoa, giocatore di calcio a 5 brasiliano
- 1989 - Valentín Grimalt, hockeista su pista argentino
- 1989 - Nadežda Grišaeva, ex cestista russa
- 1989 - Ben Jones, giocatore di football americano statunitense
- 1989 - Josh LeRibeus, giocatore di football americano statunitense
- 1989 - Gilda Lombardo, pallavolista italiana
- 1989 - Alex Morgan, ex calciatrice statunitense
- 1989 - Aiman Napoli, calciatore italiano
- 1989 - François Place, ex sciatore alpino e sciatore freestyle francese
- 1989 - Camila Ramírez, politica uruguaiana
- 1989 - João Carlos Reis Graça, calciatore portoghese
- 1989 - Ika Yuliana Rochmawati, ex arciera indonesiana
- 1989 - Taygun Sungar, attore turco
- 1989 - Denis Tkačuk, calciatore russo
- 1989 - Marianna Tolo, cestista australiana
- 1989 - Alpha Wann, rapper francese
- 1990 - Antonio Abadía, mezzofondista spagnolo
- 1990 - Clara Alvarado, attrice spagnola
- 1990 - Irven Ávila, calciatore peruviano
- 1990 - Rex Burkhead, ex giocatore di football americano statunitense
- 1990 - Kayla Harrison, artista marziale mista e ex judoka statunitense
- 1990 - Chelsea Hopkins, cestista statunitense
- 1990 - Kenzie Taylor, attrice pornografica statunitense
- 1990 - Evgenija Kolodko, pesista russa
- 1990 - Roman Lob, cantante tedesco
- 1990 - Andrij Nesterov, calciatore ucraino
- 1990 - Nneka Ogwumike, cestista statunitense
- 1990 - Álex Quintanilla, calciatore spagnolo
- 1990 - Margot Robbie, attrice e produttrice cinematografica australiana
- 1990 - Danny Rose, ex calciatore inglese
- 1990 - Ryō Shinzato, calciatore giapponese
- 1990 - Ricardo Ulloa, ex calciatore salvadoregno
- 1991 - Travis Bader, ex cestista e allenatore di pallacanestro statunitense
- 1991 - Zbigniew Baranowski, lottatore polacco
- 1991 - Jordan Bowery, calciatore inglese
- 1991 - Burna Boy, cantante nigeriano
- 1991 - Matteo Gitto, pallanuotista italiano
- 1991 - Antonin Guigonnat, biatleta francese
- 1991 - Jun Ichimori, calciatore giapponese
- 1991 - Lars-Gunnar Johnsen, ex calciatore norvegese
- 1991 - Dilnozaxon Kattaxonova, politica uzbeka
- 1991 - Kim Go-eun, attrice sudcoreana
- 1991 - Modestas Kumpys, cestista lituano
- 1991 - Bjørn Paulsen, calciatore danese
- 1991 - Hendrik Pekeler, pallamanista tedesco
- 1991 - Mirko Slavković, ex giocatore di football americano serbo
- 1991 - Valentina Stredini, doppiatrice e attrice teatrale italiana
- 1992 - Facundo Callejo, calciatore argentino
- 1992 - Madison Chock, danzatrice su ghiaccio statunitense
- 1992 - Alessandro De Rose, tuffatore italiano
- 1992 - Neele Eckhardt, triplista tedesca
- 1992 - Epifanio García, calciatore paraguaiano
- 1992 - Gus Halper, attore statunitense
- 1992 - Leonel Justiniano, calciatore boliviano
- 1992 - Yūki Kagawa, calciatore giapponese
- 1992 - Khalid Muftah, calciatore qatariota
- 1992 - Mike Myers, cestista statunitense
- 1992 - Tetsuta Nagashima, pilota motociclistico giapponese
- 1992 - Devin Oliver, cestista statunitense
- 1992 - Tatjana Pinto, velocista tedesca
- 1992 - Calvin Pryor, giocatore di football americano statunitense
- 1992 - Abassia Rahmani, atleta paralimpica svizzera
- 1992 - Gabriel Sanabria, calciatore argentino
- 1992 - Tobias Schneider, bobbista tedesco
- 1992 - Tiberiu Serediuc, calciatore rumeno
- 1992 - Nana Takagi, pattinatrice di velocità su ghiaccio giapponese
- 1992 - Jānis Timma, cestista lettone († 2024)
- 1993 - Dénys Bain, calciatore francese
- 1993 - Serena Ceci, calciatrice italiana
- 1993 - Deysi Cori Tello, scacchista peruviana
- 1993 - Saweetie, rapper e cantautrice statunitense
- 1993 - Rodrigo Henrique, calciatore brasiliano
- 1993 - Kyrylo Kovalec', calciatore ucraino
- 1993 - Laura Marino, ex tuffatrice francese
- 1993 - Yassine Meriah, calciatore tunisino
- 1993 - Filip Raičević, calciatore montenegrino
- 1993 - Vince Staples, rapper statunitense
- 1993 - Simão Bertelli, calciatore brasiliano
- 1993 - Ieva Zasimauskaitė, cantante lituana
- 1994 - Justin Alston, cestista statunitense
- 1994 - Abdul Rahman Baba, calciatore ghanese
- 1994 - Mortadha Ben Ouanes, calciatore tunisino
- 1994 - Davide Biraschi, calciatore italiano
- 1994 - Mattia Frapporti, ex ciclista su strada italiano
- 1994 - Menno Koch, calciatore olandese
- 1994 - Henrik Kristoffersen, sciatore alpino norvegese
- 1994 - Louis Mafouta, calciatore centrafricano
- 1994 - Arkim Robertson, cestista grenadino
- 1994 - Liran Serdal, calciatore israeliano
- 1994 - Derrick White, cestista statunitense
- 1994 - Żabson, rapper polacco
- 1994 - Ilja Šadčins, ex calciatore lettone
- 1995 - Felipe Araújo, cantante brasiliano
- 1995 - Enis Bardi, calciatore macedone
- 1995 - Jorge Cori Tello, scacchista peruviano
- 1995 - Evin Demirhan, lottatrice turca
- 1995 - Skyler Flatten, cestista statunitense
- 1995 - Dominik Kahun, hockeista su ghiaccio tedesco
- 1995 - Ryan Murphy, nuotatore statunitense
- 1995 - Marc Navarro, calciatore spagnolo
- 1995 - Ruth B, cantautrice canadese
- 1995 - Albert Vallci, calciatore austriaco
- 1995 - Lucas Veríssimo, calciatore brasiliano
- 1995 - Megumu Yoshida, nuotatrice artistica giapponese
- 1995 - Jana Zinkevyč, politica ucraina
- 1996 - Beret, rapper e cantante spagnolo
- 1996 - Martina Cristofani, ex cestista italiana
- 1996 - Zaire Franklin, giocatore di football americano statunitense
- 1996 - Julia Grabher, tennista austriaca
- 1996 - Tallon Griekspoor, tennista olandese
- 1996 - Radek Houser, snowboarder e ex calciatore ceco
- 1996 - Adnan Mohammad, calciatore danese
- 1996 - Jan Petelin, ciclista su strada lussemburghese
- 1996 - Ivan Scala, taekwondoka italiano
- 1997 - Giacomo Carini, nuotatore italiano
- 1997 - Marquese Chriss, cestista statunitense
- 1997 - Tessa Dullemans, canottiera olandese
- 1997 - Grace Geyoro, calciatrice congolese (Repubblica Democratica del Congo)
- 1997 - Danny Griffin, attore e modello britannico
- 1997 - Maximilian Günther, pilota automobilistico tedesco
- 1997 - Thomas Hong, pattinatore di short track sudcoreano
- 1997 - Wycliffe Kinyamal, mezzofondista keniota
- 1997 - Frane Maglica, calciatore croato
- 1997 - Collin Malcolm, cestista statunitense
- 1997 - Anders Mol, giocatore di beach volley norvegese
- 1997 - Sergiu Nazar, calciatore moldavo
- 1997 - Jonas Richter, cestista tedesco
- 1997 - Yang Hong-seok, cestista sudcoreano
- 1997 - Ziak, rapper francese
- 1997 - Greta Zuccoli, cantante italiana
- 1998 - Ernazar Akmataliev, lottatore kirghiso
- 1998 - Filip Damjanović, calciatore serbo
- 1998 - Rudolf González, calciatore tedesco
- 1998 - Ema Klinec, saltatrice con gli sci slovena
- 1998 - Jayce Olivero, calciatore gibilterriano
- 1998 - Dominique Robinson, giocatore di football americano statunitense
- 1998 - Georgi Rusev, calciatore bulgaro
- 1998 - Daniel Saggiomo, calciatore venezuelano
- 1998 - Karabo Sibanda, velocista botswano
- 1998 - Olaus Skarsem, calciatore norvegese
- 1998 - Marios Vrousai, calciatore greco
- 1999 - Mattéo Ahlinvi, calciatore francese
- 1999 - Jesús Areso, calciatore spagnolo
- 1999 - Mattia Casadei, pilota motociclistico italiano
- 1999 - Lautaro Escalante, calciatore argentino
- 1999 - Matías González, calciatore argentino
- 1999 - Giulia Gwinn, calciatrice tedesca
- 1999 - Roberto Hinojosa, calciatore colombiano
- 1999 - Luka Ilić, calciatore serbo
- 1999 - Isaiah Joe, cestista statunitense
- 1999 - Cameron Johnson, attore statunitense
- 1999 - Hicham Mahou, calciatore francese
- 1999 - David McCormack, cestista statunitense
- 1999 - Lea Lin Teutenberg, pistard e ciclista su strada tedesca
- 1999 - Nicolò Zaniolo, calciatore italiano
- 1999 - Tom van de Looi, calciatore olandese
- 2000 - Abubakr Barry, calciatore gambiano
- 2000 - Adil Osmanov, judoka moldavo
- 2000 - Angelica Soffia, calciatrice italiana

## XXI secolo(17)
- 2001 - Neil El Aynaoui, calciatore marocchino
- 2001 - Jack Hollington, attore britannico
- 2001 - Danylo Kravčuk, calciatore ucraino
- 2001 - Carl Rushworth, calciatore inglese
- 2001 - Maxwell Woledzi, calciatore ghanese
- 2002 - Dan Duščak, cestista sloveno
- 2002 - Sebastiano Esposito, calciatore italiano
- 2002 - Johanna Puff, biatleta tedesca
- 2002 - Luke Whitehouse, ginnasta britannico
- 2003 - Adam Karabec, calciatore ceco
- 2003 - Art'owr Serobyan, calciatore armeno
- 2003 - Hugo Álvarez, calciatore spagnolo
- 2004 - Caitlin Carmichael, attrice, modella e ballerina statunitense
- 2004 - Deniz Gül, calciatore svedese
- 2004 - Jordan James, calciatore inglese
- 2004 - Rome-Jayden Owusu-Oduro, calciatore olandese
- 2009 - Alexa Swinton, attrice e cantautrice statunitense